# Distretto di Przasnysz
Il distretto di Przasnysz (in polacco powiat przasnyski) è un distretto polacco appartenente al voivodato della Masovia.

## Geografia antropica

### Suddivisioni amministrative
Il distretto comprende 7 comuni.
- Comuni urbani: Przasnysz
- Comuni urbano-rurali: Chorzele
- Comuni rurali: Czernice Borowe, Jednorożec, Krasne, Krzynowłoga Mała, Przasnysz